# Гуманистическая библиотека
Гуманистическая библиотека в городе Селеста — библиотека-музей, один из важнейших культурных объектов Эльзаса.
Она возникла путём объединения двух гуманистических библиотек: частной библиотеки учёного Беатуса Ренануса и библиотеки школы гуманистов в Селесте.

## Библиотека школы гуманистов
В 1441 году магистрат города Селеста назначил Людвига Дрингенберга, выходца из Вестфалии, заведующим местной школой латинского языка. Назначение оказалось удачным — Дрингенберг проявил себя как талантливый педагог, открытый новым веяниям времени. Под его руководством была основана первая школа на Верхнем Рейне, в которой учеников воспитывали в духе ренессансного гуманизма. Преемники Дрингенберга продолжили гуманистическую традицию и подняли престиж школы. Школа в Селесте стала местом становления целой плеяды эльзасских гуманистов. Школе принадлежала библиотека, фонды которой пополнялись за счёт пожертвований и подарков. Особенно большие взносы в фонд библиотеки сделал теолог и историк Якоб Вимпфелинг.

## Библиотека Беатуса Ренануса
Беатус Ренанус (1485—1547) завещал всю свою частную библиотеку городу Селеста. В 1547 году, в год его смерти, библиотека состояла из 670 кожаных томов, собранных Беатусом Ренанусом в Страсбурге, Париже, Базеле. Уже в те времена библиотека имела огромную стоимость, так как книги и рукописи существовали в очень немногих экземплярах и стоили очень дорого. Библиотека Беатуса Ренануса является единственной полностью сохранившейся доныне библиотекой эпохи Возрождения. Другие крупные библиотеки того времени, такие как библиотека Эразма Роттердамского или Иоганна Рейхлина, после смерти владельцев были рассеяны среди многих библиотек.
В 2011 году библиотека Беатуса Ренануса была занесена в список ЮНЕСКО «Память мира».

## Известные гуманисты из Селесты
Среди эльзасских гуманистов, занимавшихся развитием библиотеки в Селесте, наиболее известны следующие:
- Якоб Вимпфелинг (1450—1528), теолог, историк, педагог;
- Мартин Буцер (1491—1551), теолог, эльзасский реформатор;
- Якоб Шпигель (1483—1547), юрист, советник Карла V Габсбурга;
- Иероним Гебвиллер (1473—1545), ректор школы;
- Ганс Сапидус (1490—1561), ректор школы;
- Якоб Тауреллус (1524—1579), советник Фердинанда I.

## Современность
С 1889 года обе библиотеки находятся в одном здании — бывшего крытого рынка рядом с готической церковью Святого Георгия. Библиотека является публичным музеем, книгами могут пользоваться учёные. В фонды входят 550 инкунабул, 460 рукописей Средневековья и начала Нового времени, 2200 книг XVI века, 1600 книг XVII века, 2600 книг XVIII века. Кроме того, в библиотеке представлены произведения сакрального искусства из XV и XVI веков.
В 2012—2013 годах здесь была развернута часть крупной выставки «Верхнерейнский гуманизм».